# Nangal Thakran
Nangal Thakran là một thị trấn thống kê (census town) của quận North West thuộc bang Delhi, Ấn Độ.

## Nhân khẩu
Theo điều tra dân số năm 2001 của Ấn Độ, Nangal Thakran có dân số 3558 người. Phái nam chiếm 54% tổng số dân và phái nữ chiếm 46%. Nangal Thakran có tỷ lệ 72% biết đọc biết viết, cao hơn tỷ lệ trung bình toàn quốc là 59,5%: tỷ lệ cho phái nam là 80%, và tỷ lệ cho phái nữ là 63%. Tại Nangal Thakran, 14% dân số nhỏ hơn 6 tuổi.